# Ortagúrea
Ortagúrea (en griego, Ὀρθαγορία) es el nombre de una antigua ciudad griega de Tracia.
Plinio el Viejo dice que era el antiguo nombre de Maronea, pero Estrabón sitúa ambas ciudades sucesivamente en la región de Tracia.
Se conservan monedas acuñadas por Ortagúrea de plata y bronce, con la inscripción ΟΡΘΑΓΟΡΕΩΝ.
Se desconoce el lugar exacto donde se ubicaba y se han sugerido diversos lugares de la costa del Egeo como posibles emplazamientos, cerca de Maronea.